# 猛獅NL263
猛獅NL263（英語：MAN NL263）是由猛獅製造的一輛單層巴士，是猛獅NL262的後繼產品。

## 使用猛獅NL263的香港巴士公司
- 新大嶼山巴士
- 愉景灣巴士
- 皇巴士

## 外部連結
- 香港大典上的相关条目：猛獅NL263（繁體中文）